# Pertes humaines pendant la guerre russo-ukrainienne
Les pertes humaines pendant la guerre russo-ukrainienne comprennent six morts lors de l'annexion de la Crimée par la Russie (2014), 14 200 à 14 400 morts civils et militaires pendant la guerre du Donbass (2014-2022) et jusqu'à 1 000 000 victimes (morts et blessés) civiles et militaires lors de l'invasion russe de l'Ukraine (depuis 2022).

## Crise de Crimée
Lors de l'annexion russe de la Crimée du 23 février au 19 mars 2014, six personnes ont été tuées. Les morts comprennent : trois manifestants (deux prorusses et un pro-ukrainien,), deux soldats ukrainiens et un soldat prorusse. Les deux soldats ukrainiens tués sont régulièrement inclus dans le bilan militaire de la guerre du Donbass. Le 10 août 2016, la Russie accuse les forces spéciales ukrainiennes d'avoir mené un raid près de la ville d'Armyansk, au cours duquel deux militaires russes perdent la vie. Le gouvernement ukrainien qualifie le rapport de provocation. Dix personnes ont été victimes de disparition forcée entre 2014 et 2016 et sont toujours portées disparues en 2017.

## Guerre dans le Donbass (2014-2022)

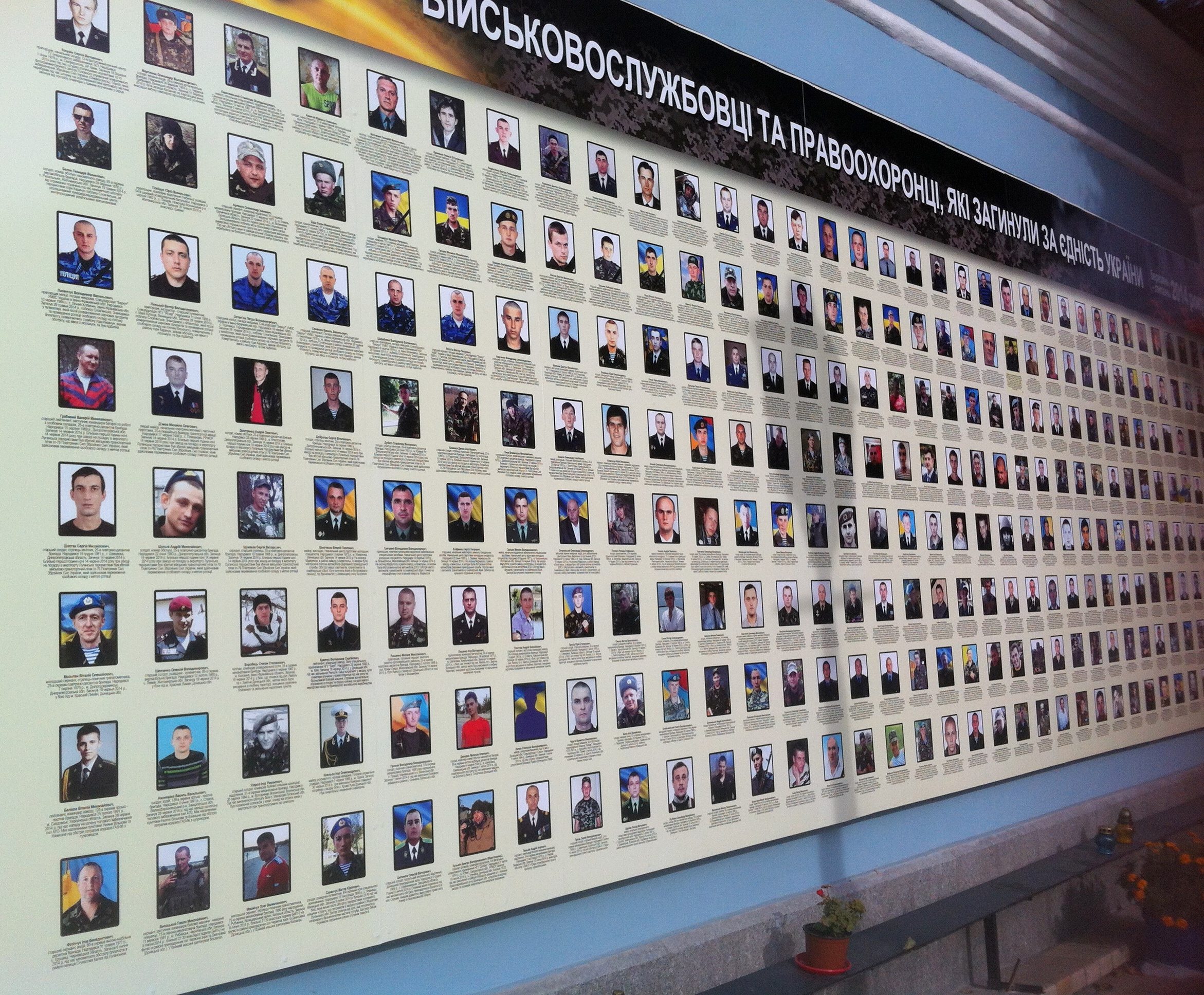
Affichage sur le mur en la mémoire de ceux qui sont morts pour l'Ukraine lors de la guerre du Donbass en 2014.

Le nombre total de décès confirmés dans la guerre du Donbass, commencée le 6 avril 2014, est estimé entre 14 200 et 14 400 jusqu'au 31 décembre 2021, y compris les décès militaires hors combat. La plupart des morts ont eu lieu au cours des deux premières années de la guerre entre 2014 et 2015, lorsque des combats majeurs ont eu lieu avant les accords de Minsk.

### Pertes totales au Donbass
| Détails                                                    | Pertes                          | Période                         | Source                         |
| ---------------------------------------------------------- | ------------------------------- | ------------------------------- | ------------------------------ |
| Civils                                                     | 3 404 tués (dont 306 étrangers) | 6 avril 2014 – 31 décembre 2021 | Nations unies                  |
| Forces armées ukrainiennes, Garde nationale et volontaires | 4 400 tués                      | 6 avril 2014 – 31 décembre 2021 | Nations unies                  |
| Forces armées ukrainiennes, Garde nationale et volontaires | 4 647 tués                      | 6 avril 2014 – 23 février 2022  | Musée de l'Histoire militaire, |
| Forces armées ukrainiennes, Garde nationale et volontaires | 4 788 tués                      | 6 avril 2014 – 23 février 2022  | UALosses project               |
| Forces séparatistes                                        | 6 500 tués                      | 6 avril 2014 – 31 décembre 2021 | Nations unies                  |
| Forces séparatistes                                        | 17 tués                         | 1er janvier – 25 février 2022   | RPD & RPL,                     |
| Forces armées russes                                       | 400 à 500 tués                  | 6 avril 2014 – 10 mars 2015     | Département d'État américain   |
| Total                                                      | 14 200 à 14 400 tués            | 6 avril 2014 – 31 décembre 2021 | Nations unies                  |

Au départ, le nombre connu de victimes militaires ukrainiennes variait considérablement en raison du fait que l'armée ukrainienne sous-estimait considérablement ses pertes, comme l'ont rapporté des médecins, des militants et des soldats sur le terrain, ainsi qu'au moins un législateur,,,,. Plusieurs responsables médicaux furent débordés en raison du nombre important des victimes. Finalement, le ministère ukrainien de la Défense déclare que les chiffres enregistrés par le Musée national de l'Histoire militaire sont les chiffres officiels, bien qu'encore incomplets, avec 4 629 décès (4 490 identifiés et 139 non identifiés) répertoriés au 1er décembre 2021,.
Selon les Forces armées ukrainiennes, 1 175 des militaires ukrainiens sont morts de causes non liées au combat au 5 mars 2021. Par la suite, l'armée n'a pas publié de nouveaux chiffres sur leurs pertes hors combat, classant ces informations secret d'État.

### Décès par oblast

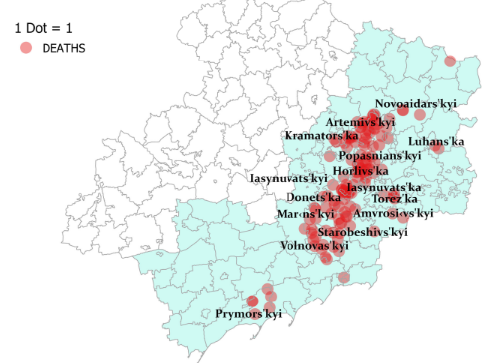
Décès de soldats ukrainiens en 2018.

Le tableau suivant n'inclut pas les 298 décès dus au crash du vol 17 de Malaysia Airlines ni les décès de militaires ukrainiens, qui sont répertoriés séparément.
| Région             | Pertes                        | Période                        | Source |
| ------------------ | ----------------------------- | ------------------------------ | ------ |
| Oblast de Donetsk  | 2 420 civils et rebelles tués | 6 avril 2014 – 15 février 2015 | BCAH   |
| Oblast de Louhansk | 1 185 civils et rebelles tués | 1er mai 2014 – 15 février 2015 | BCAH   |
| Oblast de Donetsk  | 5 042 civils et rebelles tués | 6 avril 2014 – 18 février 2022 | RPD    |
| Oblast de Louhansk | 2 269 civils tués             | 6 avril 2014 – 23 février 2022 | RPL    |

### Disparus et capturés

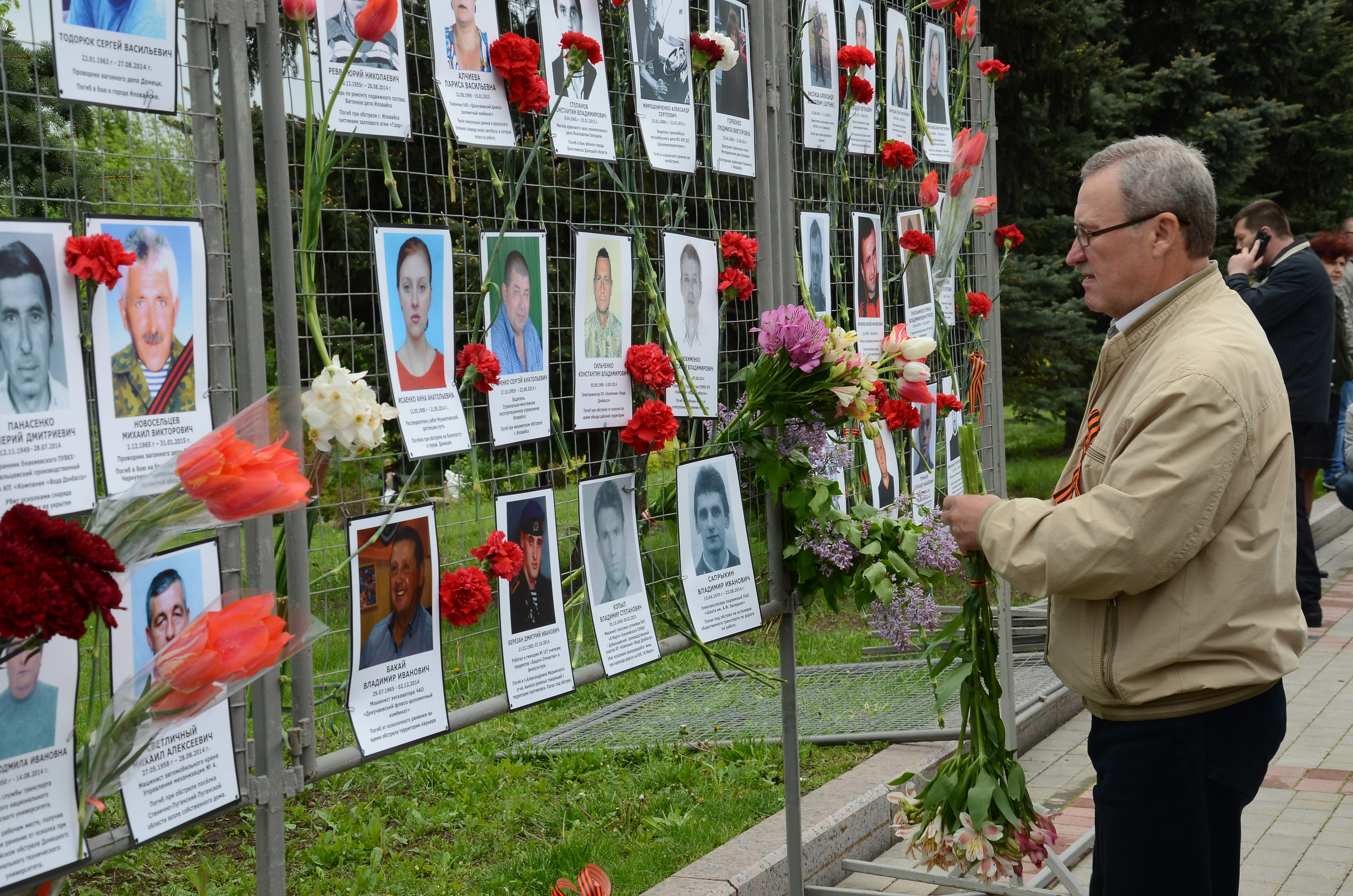
Victimes civiles de la guerre du Donbass.

Début juin 2015, les procureurs de la région de Donetsk signalent 1 592 civils disparus dans les zones contrôlées par le gouvernement, dont 208 avaient été localisés. Dans le même temps, un rapport des Nations unies indique qu'entre 1 331 et 1 460 personnes sont portées disparues, dont au moins 378 soldats et 216 civils. 345 corps non identifiés, pour la plupart des soldats, sont détenus dans des morgues de l'oblast de Dnipropetrovsk ou enterrés. Au total, fin octobre, 774 personnes sont portées disparues selon le gouvernement, dont 271 militaires. Fin décembre 2017, le nombre de disparus confirmés du côté ukrainien est de 402, dont 123 soldats. Les séparatistes signalent également 433 disparus de leur côté à la mi-décembre 2016, et 321 disparus à la mi-février 2022.
À la mi-mars 2015, selon le Service de sécurité ukrainien, 1 553 séparatistes avaient été libérés de captivité lors d'échanges de prisonniers entre les deux camps. Par la suite, l'Ukraine libère 322 autres personnes fin février 2016,, tandis qu'en septembre, 1 598 membres des forces de sécurité et 1 484 civils avaient été libérés par les rebelles. Fin mars 2016, 1 110 combattants et sympathisants séparatistes, dont 743 civils, seraient toujours détenus par les forces ukrainiennes. Le chiffre des prisonniers séparatistes est mis à jour à 816, dont 287 à 646 civils, en décembre,. Fin mai 2015, le commandant ukrainien de l'aéroport de Donetsk, Oleg Kuzminykh, capturé lors de la bataille pour le complexe, est libéré.
En décembre 2017, un important échange de prisonniers a lieu au cours duquel les rebelles libèrent 73 des 176 prisonniers qu'ils détiennent, tandis que l'Ukraine libère 306 des 380 de leurs prisonniers. Parmi ceux ayant été libérés par l'Ukraine, 29 amenés au point d'échange refusent de retourner sur le territoire tenu par les séparatistes, tandis que 40 ayant déjà été libérés précédemment ne se sont pas présentés à l'échange. Parmi ceux libérés par les rebelles, 32 sont des soldats. Cela porte le nombre total de prisonniers libérés par les rebelles à 3 215. Parmi ceux encore détenus par les séparatistes, 74 sont des militaires. Le nombre de prisonniers libérés est mis à jour à 3 224 fin juin 2018, tandis que le nombre de ceux encore détenus par les rebelles est estimé à 113. Fin décembre 2019, un nouvel échange de prisonniers a lieu, l'Ukraine libérant 124 combattants séparatistes et leurs partisans, tandis que 76 prisonniers, dont 12 militaires, sont renvoyés en Ukraine par les rebelles. Cinq ou six autres prisonniers libérés par les séparatistes décident de rester dans les territoires contrôlés par les rebelles,.

### Combattants étrangers
Des volontaires étrangers sont impliqués dans le conflit, combattant des deux côtés. L'ONG Cargo 200 rapporte avoir documenté la mort de 1 479 citoyens russes combattant au sein des forces rebelles. Le Département d'État des États-Unis estime que 400 à 500 d'entre eux sont des soldats russes réguliers. Deux Kirghizes et un Géorgien sont également tués en combattant du côté séparatiste,. De plus, au moins 233 citoyens ukrainiens nés à l'étranger et 19 étrangers sont morts du côté ukrainien. L'un des militaires tués est l'ancien commandant rebelle tchétchène Isa Munayev.
Fin août 2015, selon le site d'information russe Delovaya Zhizn, la mort de 2 000 soldats russes en Ukraine au 1er février 2015 aurait été accidentellement révélée,.

### Civils et journalistes étrangers
Au moins 306 civils étrangers ont été tués dans la guerre du Donbass avant l'invasion de 2022 :
- 298 passagers et membres d'équipage du vol 17 de Malaysia Airlines[57];
- Le journaliste italien Andrea Rocchelli (en) et son fixeur et interprète russe, l'activiste Andreï Mironov (en)[58],[59];
- Entre 4[59] et 11 journalistes et travailleurs des médias russes[50], les quatre confirmés par le CPJ sont : Igor Kornelyuk et Anton Volochine, respectivement correspondant et ingénieur du son ; Anatoly Klyan, cadreur ; et Andrey Stenin, photojournaliste ;
- Un civil russe tué dans le bombardement de Donetsk[60];
- Un diplomate lituanien[61].

### Mines terrestres et autres explosifs
À la suite du conflit, de vastes étendues de la région du Donbass sont truffées par des mines terrestres et d'autres restes explosifs de guerre. Selon le Coordonnateur humanitaire des Nations unies en Ukraine, en 2020, l'Ukraine est l'un des pays les plus touchés par les mines au monde, avec près de 1 200 victimes de mines/explosif depuis le début du conflit en 2014. Un rapport de l'UNICEF publie en décembre 2019 indique que 172 enfants ont été blessés ou tués à cause de mines terrestres et d'autres explosifs,.

### Décès notables

#### Militaires ukrainiens
- Serhiy Koultchytsky, général de la Garde nationale tué le 29 mai 2014[66].
- Oleksandr Radiïevskyi, général commandant le 21e brigade de Protection de l'ordre public, mort au combat le 23 juillet 2014 lors des batailles de Sievierodonetsk[67] ;
- Ihor Fedorovich Momot, général des gardes frontières mort le 11 juillet 2014 lors de la Frappe de missiles sur Zelenopillia ;
- Pavlo Snitsar, colonel, commandant de bataillon, mort au combat le 23 juillet 2014 lors des batailles de Sievierodonetsk[67].

## Invasion russe de l'Ukraine (depuis 2022)

### Pertes totales

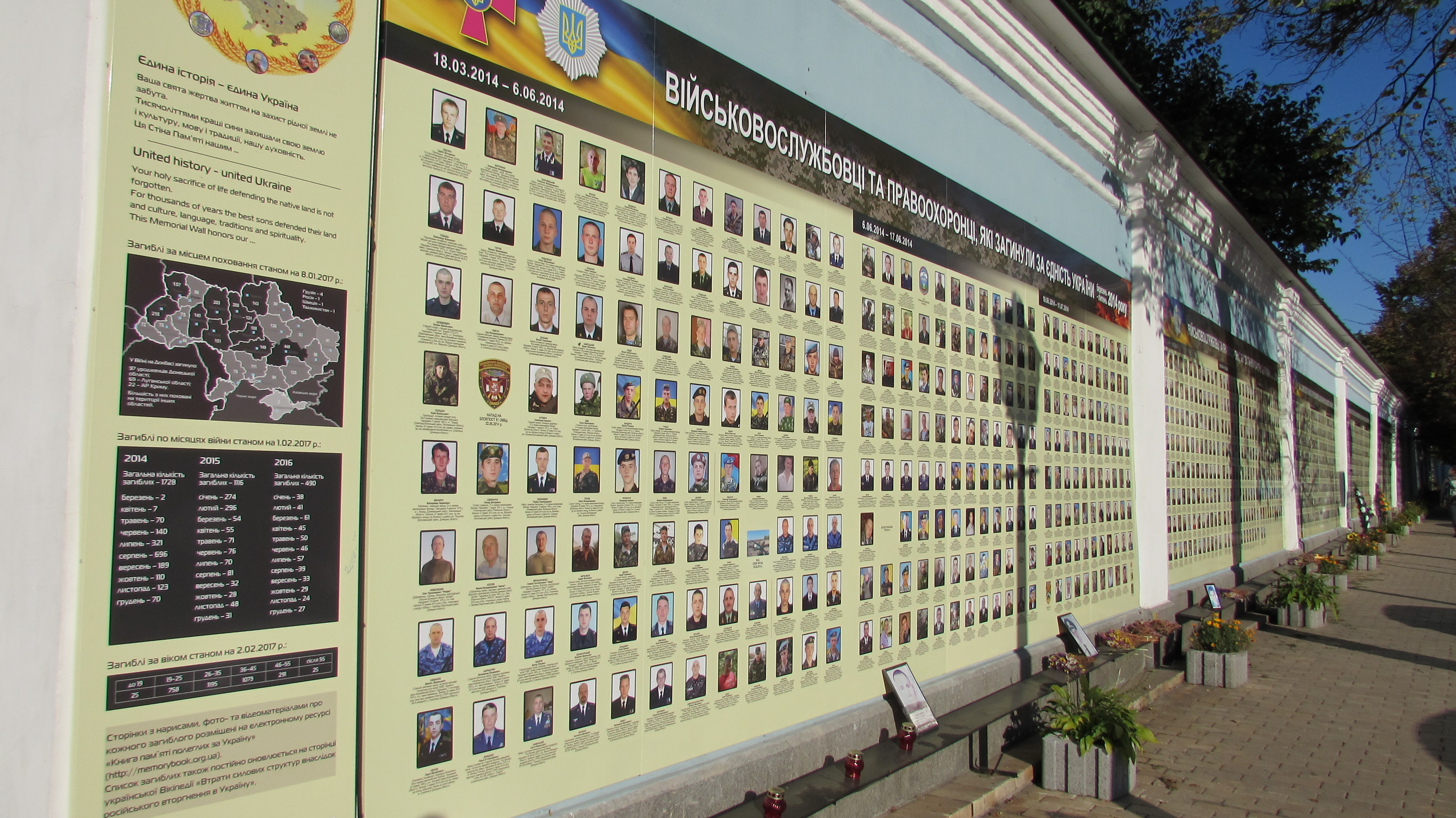
Le mur en la mémoire de ceux qui sont morts pour l'Ukraine à Kiev.

En septembre 2022, le ministère russe de la Défense confirme la mort au combat de 5 937 soldats russes, 61 207 soldats ukrainiens tués et 49 368 autres blessés. En février 2024, le ministère met à jour son bilan des pertes militaires ukrainiennes qui s'établit à 444 000 tués et blessés. En outre, la RPD confirme la mort de 4 163 militaires dans leurs rangs et 17 329 autres blessés (au 22 décembre 2022). Des documents divulgués des services de renseignement américains citent le FSB russe selon lequel les forces russes ont subi 110 000 pertes au 28 février 2023.
Selon Mediazona et BBC News Russian, sur 46 678 militaires russes dont la mort est documentée le 7 mars 2024, 6,9 % (3 227) étaient des officiers, tandis qu'environ 7,6 % (3 558) étaient membres des troupes de fusiliers motorisés et 5,3 % (2 469) étaient membres des forces aéroportées russes. De plus, 12,1 % (5 627) des soldats russes dont la mort est confirmée étaient des personnes mobilisées, 18,4 % (8 599) étaient des condamnés. Selon la BBC, « chaque semaine, il est découvert de nouvelles preuves de funérailles militaires russes dans différentes localités de Russie, qui n'ont pas été signalées par les autorités locales. Sur la base de ces observations, cela suppose que la liste des pertes confirmées maintenue par la BBC contient au moins 40 à 60 % moins de noms de morts que ceux réellement enterrés en Russie ». Ainsi, la BBC déclare que le nombre réel de morts parmi les forces russes, en ne comptant que les militaires et mercenaires (c'est-à-dire hors milice des RPD / RPL), est supérieur à 90 000 fin février 2024, « selon l'estimation la plus prudente ». Le secrétaire à la Défense américain Lloyd Austin annonce le 7 décembre que la Russie aurait subi 700 000 pertes, militaires et civils compris.
Le chef du groupe Wagner Evgueni Prigojine annonce 20 000 mercenaires tués au 25 mai 2023. Il ajoute qu’au total, à la fin juin 2023, l’armée russe a perdu 120 000 soldats en Ukraine, tout en accusant le ministère de la Défense de minimiser systématiquement les pertes russes.
Selon le Center for Strategic and International Studies (CSIS), l'armée russe a perdu un nombre plus important de soldats durant la première année de la guerre en Ukraine par rapport à tous les conflits qu'elle a menée depuis la Seconde Guerre mondiale, en moyenne 5 000 à 5 800 soldats par mois en Ukraine, contre 13 000 à 25 000 pertes en Tchétchénie (sur 15 ans) et 14 000 à 16 000 pertes en Afghanistan. Ainsi, la première année de la guerre en Ukraine est 25 fois plus meurtrière qu’en Tchétchénie et 35 fois plus meurtrière qu’en Afghanistan.
L’Ukraine confirme 10 000 tués et 30 000 blessés dans ses rangs début juin 2022. 7 200 soldats sont portés disparus, dont 5 600 capturés. Au plus fort des combats entre mai et juin 2022, selon le président ukrainien Volodymyr Zelensky et le conseiller présidentiel Mykhaïlo Podoliak, entre 100 et 200 soldats ukrainiens sont tués quotidiennement au combat, tandis que le conseiller présidentiel Oleksiy Arestovytch estime que 150 soldats sont tués et 800 sont blessés quotidiennement. Mi-juin, Davyd Arakhamia (en), le négociateur en chef de l'Ukraine avec la Russie, déclare à Axios qu'entre 200 et 500 soldats ukrainiens sont tués chaque jour. Fin juillet, les pertes quotidiennes ukrainiennes tombent à environ 30 tués et environ 250 blessés. Au 25 février 2024, l'Ukraine confirme la mort de 31 000 de ses soldats. Le projet UALosses documente les décès de 44 712 combattants ukrainiens au 10 mars 2024.
À la mi-avril 2023, environ 7 000 soldats ukrainiens sont toujours portés disparus, dont 60 à 65 % seraient prisonniers de guerre. Le nombre de personnes disparues est porté à 15 000 début octobre 2023.
Les deux pays ayant tendance à minorer leurs propres pertes militaires et à amplifier celles de l'adversaire, il est difficile de démêler le vrai du faux dans leurs déclarations respectives. Les décès au combat peuvent être déduits à partir de diverses sources, y compris l'imagerie satellite et l'image vidéo des actions militaires,. Selon un chercheur du Département de recherche sur la paix et les conflits de l'Université d'Uppsala en Suède, le gouvernement ukrainien est engagé dans une campagne de désinformation visant à remonter le moral et les médias occidentaux sont généralement partisans à communiquer ses affirmations, tandis que la Russie minimise « probablement » ses propres pertes. L'Ukraine a également tendance à être plus silencieuse au sujet de ses propres morts militaires. Selon BBC News, les allégations ukrainiennes des pertes russes incluent peut-être également des blessés. Les analystes mettent en garde contre l'acceptation des affirmations ukrainiennes comme des faits, car les pays occidentaux mettent l'accent sur l'attrition subie par l'armée russe, tandis que la Russie veut minimiser ses pertes. Début juin 2022, le tribunal municipal de Svetlogorsk, dans la région de Kaliningrad, statua qu'une liste de soldats russes tués en Ukraine, publiée par des sites d'information privés, constitue une « information classifiée » et que sa publication peut être considérée comme une infraction pénale,.
Les hommes originaires des régions pauvres de l’Extrême-Nord, de l’Extrême-Orient et de la Sibérie sont surreprésentés parmi les victimes de la guerre d'Ukraine. Les Bouriates, les Kalmouks, les Touvains, les Tchouktches et les Nenets sont considérés comme des groupes ethniques minoritaires de Russie souffrant d'un taux de pertes disproportionné parmi les forces russes.
En termes de décès confirmés d’officiers (militaires et paramilitaires) des deux parties à la guerre, le nombre, selon les groupes recueillant ces informations, est très similaire, avec 3 154 officiers russes tués au 14 février 2024 et 3 063 officiers ukrainiens tués au 23 février 2024.
Le nombre de morts civils ainsi que de morts militaires est impossible à déterminer avec précision (à court terme) étant donné le brouillard de guerre,,. Le Haut-Commissariat des Nations unies aux droits de l'homme (HCDH) considère que le nombre de victimes civiles est considérablement plus élevé que celui que les Nations unies sont en mesure de certifier.

#### Tableau détaillé
| Détails                                       | Pertes                                                                                       | Période                            | Source                                                                                   |
| --------------------------------------------- | -------------------------------------------------------------------------------------------- | ---------------------------------- | ---------------------------------------------------------------------------------------- |
| Civils                                        | + 11 000 tués (confirmés), 11 000 disparus, 28 000 prisonniers                               | 24 février 2022 – 7 décembre 2023  | Sources ukrainiennes,                                                                    |
| Civils                                        | 10 582 tués, 19 875 blessés (estimations minimales)                                          | 24 février 2022 – 15 février 2024  | Nations unies                                                                            |
| Forces ukrainiennes                           | ~ 70 000 tués, 100 000 à 120 000 blessés                                                     | 24 février 2022 – 18 août 2023     | Estimation américaine,                                                                   |
| Forces ukrainiennes                           | 35 000 tués (24 500 confirmés), 15 000 disparus, 3 400 prisonniers, 90 000 à 100 000 blessés | 24 février 2022 – 14 novembre 2023 | Musée de l'histoire militaire                                                            |
| Forces ukrainiennes                           | 444 000 tués et blessés                                                                      | 24 février 2022 – 27 février 2024  | Ministère de la Défense russe                                                            |
| Forces ukrainiennes                           | 44 712 tués (confirmés)                                                                      | 24 février 2022 – 10 mars 2024     | Project UALosses                                                                         |
| Forces ukrainiennes (Garde nationale)         | 501 tués, 1 697 blessés                                                                      | 24 février 2022 – 12 mai 2022      | Garde nationale de l'Ukraine                                                             |
| Forces ukrainiennes (Police nationale)        | 124 tués                                                                                     | 24 février 2022 – 18 juin 2023     | Police nationale ukrainienne                                                             |
| Forces ukrainiennes (Forces armées)           | 31 000 tués, 15 000 disparus                                                                 | 24 février 2022 – 25 février 2024  | Maison de l'administration présidentielle ukrainienne Ministère de l'Intérieur ukrainien |
| Forces russes et alliées                      | 409 820 pertes (180 000 tués)                                                                | 24 février 2022 – 25 février 2024  | Forces armées de l'Ukraine,                                                              |
| Forces russes et alliées                      | 355 000 tués et blessés                                                                      | 24 février 2022 – 3 mars 2024      | Estimation britannique                                                                   |
| Forces russes et alliées                      | 700 000 tués et blessés                                                                      | 24 février 2022 – 7 juin 2024      | Estimation américaine                                                                    |
| Forces russes et alliées                      | 115 000 tués, 214 000 blessés                                                                | 24 février 2022 – 7 mars 2024      | BBC News Russian,                                                                        |
| Forces russes (forces séparatistes exclues)   | + 92 000 tués (46 678 confirmés)                                                             | 24 février 2022 – 7 mars 2024      | Mediazona & BBC News Russian                                                             |
| Forces russes (groupe Wagner)                 | 22 000 tués, 40 000 blessés                                                                  | 24 février 2022 – 20 mai 2023      | Groupe Wagner                                                                            |
| Forces russes (groupe Wagner)                 | 22 000 tués, 40 000 blessés                                                                  | 24 février 2022 – 30 novembre 2023 | Estimation britannique                                                                   |
| Forces russes (groupe Wagner, Redut & autres) | 10 005 tués (confirmés)                                                                      | 24 février 2022 – 7 mars 2024      | Mediazona & BBC News Russian,                                                            |
| Forces russes (forces séparatistes)           | 23 200 tués                                                                                  | 25 février 2022 – 7 mars 2024      | BBC News Russian                                                                         |

### Pertes civiles
Au 24 septembre 2023, le HCDH a enregistré 27 449 victimes civiles en Ukraine depuis le 24 février 2022 : 9 701 tués et 17 748 blessés. Cela comprend 14 231 personnes (4 287 tués et 6 324 blessés) dans les régions de Donetsk et de Louhansk. Parmi ces nombres, 10 611 (4 287 tués et 6 324 blessés) proviennent des territoires contrôlés par le gouvernement ukrainien et 3 620 (805 tués et 2 815 blessés) proviennent des territoires contrôlés par les forces armées russes ou affiliés. Les Nations Unies confirment au 15 février 2024 la mort de 10 582 civils et 19 875 blessés, le nombre réel étant probablement plus élevé. 8 898 décès ont été causés par des armes explosives « à large zone d'effet », 343 par des mines et restes d'explosifs, 1 341 par des armes légères, y compris par des tirs croisés, ou par des accidents de la route impliquant des véhicules militaires ou civils.
Au 30 juin 2023, le HCDH fait état de 287 victimes civiles en Russie européenne, dont 58 tués et 229 blessés, et six civils tués et 16 autres blessés en Crimée occupée. Sergueï Askionovan, à la tête de la région, annonce qu'une attaque ukrainienne contre des plates-formes de forage en mer Noire a tué sept travailleurs de Chernomorneftegaz (en). Le média d'opposition russe 7x7 confirme la mort de 147 civils en Russie au 26 février 2024, sans compter ceux en Crimée. En outre, la chute de missiles sur le village polonais de Przewodów dans la voïvodie de Lublin le 15 novembre 2022, a tué deux civils polonais.
En mars 2022, au moins 55 des décès d'enfants liés à la guerre proviennent de la région de Kiev et 34 autres de Kharkiv,. En avril 2022, le bilan des victimes civiles comprend plus de 200 enfants. Selon l'Ukraine, 239 enfants sont également portés disparus et 7 894 autres déportés au 3 octobre 2022. Le 17 février 2023, le procureur général ukrainien annonce qu'au moins 461 enfants ont été tués pendant la guerre, et 923 autres blessés. La plupart des victimes parmi les enfants sont originaires de la région de Donetsk.
| Région                   | Pertes              | Période                            | Source                 |
| ------------------------ | ------------------- | ---------------------------------- | ---------------------- |
| Oblast de Tcherkassy     | 25 tués             | 24 février 2022 – 30 avril 2023    | Gouvernement ukrainien |
| Oblast de Tchernihiv     | 707 tués            | 24 février 2022 – 19 août 2023     | Gouvernement ukrainien |
| Oblast de Dnipropetrovsk | 135 tués            | 24 avril 2022 – 17 août 2023       | Gouvernement ukrainien |
| Oblast de Donetsk        | 1 863 à 26 863 tués | 24 février 2022 – 17 février 2024  | Gouvernement ukrainien |
| Oblast de Kharkiv        | 1 699 tués          | 24 février 2022 – 31 décembre 2022 | Gouvernement ukrainien |
| Oblast de Kherson        | 543 tués            | 24 février 2022 – 2 septembre 2023 | Gouvernement ukrainien |
| Oblast de Khmelnytskyï   | 4 tués              | 24 février 2022 – 27 février 2023  | Gouvernement ukrainien |
| Oblast de Kirovohrad     | 8 tués              | 24 février 2022 – 28 juillet 2022  | Gouvernement ukrainien |
| Oblast de Kiev           | 1 769 tués,         | 24 février 2022 – 2 avril 2022     | Gouvernement ukrainien |
| Oblast de Louhansk       | 815 tués            | 24 février 2022 – 31 décembre 2022 | Gouvernement ukrainien |
| Oblast de Lviv           | 13 tués             | 18 avril 2022 – 5 juillet 2023     | Gouvernement ukrainien |
| Oblast de Mykolaïv       | + 404 tués,         | 24 février 2022 – 17 janvier 2023  | Gouvernement ukrainien |
| Oblast d'Odessa          | 35 tués             | 24 février 2022 – 23 juillet 2023  | Gouvernement ukrainien |
| Oblast de Poltava        | 22 tués             | 27 juin 2022                       | Gouvernement ukrainien |
| Oblast de Rivne          | 25 tués             | 24 février 2022 – 23 juin 2022     | Gouvernement ukrainien |
| Oblast de Soumy          | 341 tués            | 24 février 2022 – 31 décembre 2022 | Gouvernement ukrainien |
| Oblast de Jytomyr        | 283 tués            | 24 février 2022 – 31 décembre 2022 | Gouvernement ukrainien |
| Oblast de Vinnytsia      | 23 tués             | 14 juillet 2022                    | Gouvernement ukrainien |
| Oblast de Volhynie       | 8 tués              | 24 février 2022 – 25 juillet 2022  | Gouvernement ukrainien |
| Oblast de Zaporijjia     | 83 tués             | 24 février 2022 – 2 mars 2023      | Gouvernement ukrainien |

| Région                           | Pertes                   | Période                            | Source        |
| -------------------------------- | ------------------------ | ---------------------------------- | ------------- |
| Russie européenne                | 58 tués[réf. nécessaire] | 24 février 2022 – 30 juin 2023     | Nation Unies  |
| Russie européenne                | 147 tués                 | 24 février 2022 – 26 février 2024  | 7x7           |
| République populaire de Crimée   | 6 tués,                  | 24 février 2022 – 30 juin 2023     | Nations Unies |
| République populaire de Donetsk  | 1 502 à 4 832 tués       | 26 février 2022 – 18 février 2024  | RPD           |
| République populaire de Lougansk | 972 tués                 | 17 février 2022 – 28 décembre 2023 | RPL           |

| Région             | Pertes | Période          | Source                |
| ------------------ | ------ | ---------------- | --------------------- |
| Voïvodie de Lublin | 2 tués | 15 novembre 2022 | Gouvernement polonais |

### Civils étrangers
En excluant les victimes civiles ukrainiennes, au moins 193 personnes de 24 pays ont été tuées pendant la guerre. Ci-dessous, une liste des nationalités des victimes étrangères.
| Pays        | Morts                | Références |
| ----------- | -------------------- | ---------- |
| Azerbaïdjan | 130 (et 70 disparus) | [ 204 ]    |
| Arménie     | 18                   | [ 205 ]    |
| Grèce       | 12                   | ,          |
| États-Unis  | 5                    | ,          |
| France      | 4                    | ,          |
| Royaume-Uni | 3                    | ,          |
| Pologne     | 3                    | ,          |
| Biélorussie | 2                    | [ 219 ]    |
| Turquie     | 2                    | [ 220 ]    |
| Afghanistan | 1                    | [ 221 ]    |
| Algérie     | 1                    | [ 222 ]    |
| Bangladesh  | 1                    | [ 223 ]    |
| Canada      | 1                    | [ 224 ]    |
| Espagne     | 1                    | [ 224 ]    |
| Égypte      | 1                    | [ 225 ]    |
| Inde        | 1                    | ,          |
| Irak        | 1                    | ,          |
| Irlande     | 1                    | [ 228 ]    |
| Israël      | 1                    | [ 229 ]    |
| Lituanie    | 1                    | [ 230 ]    |
| Moldavie    | 1                    | [ 231 ]    |
| Russie      | 1                    | [ 232 ]    |
| Tchéquie    | 1                    | [ 233 ]    |

### Combattants étrangers
En excluant les pertes militaires russes et ukrainiennes, au moins 693 combattants d'autres pays ont été tués pendant la guerre.
Ci-dessous, une liste des nationalités des combattants étrangers victimes (côté ukrainien).
| Pays             | Morts | Allégeance | Références |
| ---------------- | ----- | --- | ---------- |
| Géorgie          | 75    | Forces armées ukrainiennes - Légion géorgienne Bataillon Sitch                                                  | ,          |
| États-Unis       | 52    | Forces armées ukrainiennes - Légion internationale                                                              | [ 236 ]    |
| Colombie         | 76    | Forces armées ukrainiennes - Légion internationale                                                              | ,          |
| Biélorussie      | 65    | Forces armées ukrainiennes - Régiment Kastous-Kalinowski - Régiment Pahonie                                     | [ 239 ]    |
| Azerbaïdjan      | 56    | Forces armées ukrainiennes - Légion géorgienne - Bataillon Sitch                                                | ,          |
| Royaume-Uni      | 22    | Forces armées ukrainiennes - Légion internationale                                                              | ,          |
| Russie           | 31    | Forces armées ukrainiennes - Légion internationale - Légion « Liberté de la Russie » - Bataillon Cheikh Mansour | [ 252 ]    |
| Pologne          | 14    | Forces armées ukrainiennes - Légion internationale                                                              | [ 253 ]    |
| France           | 10    | Forces armées ukrainiennes - Légion internationale Bataillon Sitch                                              | ,          |
| Canada           | 12    | Forces armées ukrainiennes - Légion internationale                                                              | [ 259 ]    |
| Israël           | 11    | Forces armées ukrainiennes - Légion internationale                                                              | ,          |
| Arménie          | 7     | Forces armées ukrainiennes - Légion internationale                                                              | ,          |
| Brésil           | 9     | Forces armées ukrainiennes - Légion internationale                                                              | [ 270 ]    |
| Suède            | 9     | Forces armées ukrainiennes - Légion internationale                                                              | ,          |
| Allemagne        | 8     | Forces armées ukrainiennes - Légion internationale                                                              | [ 277 ]    |
| Australie        | 8     | Forces armées ukrainiennes - Légion internationale                                                              | [ 278 ]    |
| Pérou            | 5     | Forces armées ukrainiennes - Légion internationale                                                              | [ 279 ]    |
| Tchéquie         | 5     | Forces armées ukrainiennes - Légion internationale                                                              | [ 280 ]    |
| Corée du Sud     | 5     | Forces armées ukrainiennes - Légion internationale                                                              | ,          |
| Irlande          | 4     | Forces armées ukrainiennes - Légion internationale                                                              | [ 282 ]    |
| Danemark         | 3     | Forces armées ukrainiennes - Légion internationale                                                              | [ 283 ]    |
| Espagne          | 7     | Forces armées ukrainiennes - Légion internationale                                                              | ,          |
| Sri Lanka        | 4     | Forces armées ukrainiennes - Légion internationale                                                              | [ 286 ]    |
| Bulgarie         | 1     | Forces armées ukrainiennes - Légion internationale                                                              | [ 287 ]    |
| Croatie          | 1     | Forces armées ukrainiennes - Légion internationale                                                              | [ 288 ]    |
| Estonie          | 3     | Forces armées ukrainiennes - Légion internationale                                                              | [ 289 ]    |
| Finlande         | 4     | Forces armées ukrainiennes - Légion internationale                                                              | ,          |
| Liban            | 2     | Forces armées ukrainiennes - Légion internationale                                                              | [ 293 ]    |
| Lituanie         | 2     | Forces armées ukrainiennes - Légion internationale                                                              |            |
| Moldavie         | 2     | Forces armées ukrainiennes - Légion internationale                                                              | [ 294 ]    |
| Nouvelle-Zélande | 2     | Forces armées ukrainiennes - Légion internationale                                                              | [ 295 ]    |
| Pays-Bas         | 2     | Forces armées ukrainiennes - Légion internationale                                                              | [ 296 ]    |
| Kazakhstan       | 2     | Forces armées ukrainiennes - Légion internationale                                                              | ,          |
| Afghanistan      | 1     | Forces armées ukrainiennes - Légion internationale                                                              | [ 299 ]    |
| Albanie          | 4     | Forces armées ukrainiennes - Légion internationale                                                              | [ 300 ]    |
| Argentine        | 1     | Forces armées ukrainiennes - Légion internationale                                                              | [ 301 ]    |
| Autriche         | 1     | Forces armées ukrainiennes - Légion internationale                                                              | [ 302 ]    |
| Belgique         | 1     | Forces armées ukrainiennes - Légion internationale                                                              | [ 303 ]    |
| Costa Rica       | 1     | Forces armées ukrainiennes - Légion internationale                                                              | [ 304 ]    |
| Grèce            | 2     | Forces armées ukrainiennes - Légion internationale                                                              | [ 305 ]    |
| Hongrie          | 1     | Forces armées ukrainiennes - Légion internationale                                                              | [ 306 ]    |
| Italie           | 1     | Forces armées ukrainiennes - Légion internationale                                                              | [ 307 ]    |
| Japon            | 1     | Forces armées ukrainiennes - Légion internationale                                                              | [ 308 ]    |
| Lettonie         | 1     | Forces armées ukrainiennes - Légion internationale                                                              | [ 286 ]    |
| Norvège          | 2     | Forces armées ukrainiennes - Légion internationale                                                              | [ 309 ]    |
| Ouzbékistan      | 1     | Forces armées ukrainiennes - Légion internationale                                                              | [ 306 ]    |
| Portugal         | 2     | Forces armées ukrainiennes - Légion internationale                                                              | ,          |
| Roumanie         | 1     | Forces armées ukrainiennes - Légion internationale                                                              | [ 286 ]    |
| Slovaquie        | 1     | Forces armées ukrainiennes - Légion internationale                                                              | [ 312 ]    |
| Serbie           | 1     | Forces armées ukrainiennes - Légion internationale                                                              | [ 313 ]    |
| Taïwan           | 1     | Forces armées ukrainiennes - Bataillon Sitch                                                                    | [ 314 ]    |
| Tadjikistan      | 1     | Forces armées ukrainiennes - Légion internationale                                                              | [ 315 ]    |
| Venezuela        | 1     | Forces armées ukrainiennes - Légion internationale                                                              | [ 309 ]    |
| TOTAL            | 398   | 398 | 398        |

Ci-dessous, une liste des nationalités des combattants étrangers victimes (côté russe).
| Pays                       | Morts                      | Allégeance                                    | Références                 |                            |
| Forces armées russes (273) | Forces armées russes (273) | Forces armées russes (273)                    | Forces armées russes (273) | Forces armées russes (273) |
| -------------------------- | -------------------------- | --------------------------------------------- | -------------------------- | -------------------------- |
| Arménie                    | 1                          | Société militaire privée                      | [ 316 ]                    |                            |
| Azerbaïdjan                | 1                          | Société militaire privée                      | [ 316 ]                    |                            |
| Bélarus                    | 18                         | Forces armées russes Société militaire privée | [ 239 ]                    |                            |
| Chine                      | 1                          | Forces armées russes                          | [ 317 ]                    |                            |
| Cuba                       | 8                          | Forces armées russes                          | [ 318 ]                    |                            |
| Égypte                     | 1                          | Forces armées russes                          | [ 319 ]                    |                            |
| Estonie                    | 1                          | Forces armées russes                          | [ 320 ]                    |                            |
| Inde                       | 5                          | Forces armées russes                          | [ 321 ]                    |                            |
| Irak                       | 1                          | Société militaire privée                      | [ 322 ]                    |                            |
| Kazakhstan                 | 6                          | Forces armées russes Société militaire privée | ,                          |                            |
| Kirghizstan                | 26                         | Forces armées russes Société militaire privée | [ 328 ]                    |                            |
| Lituanie                   | 1                          | Forces armées russes                          | [ 329 ]                    |                            |
| Moldavie                   | 28                         | Forces armées russes Société militaire privée | ,                          |                            |
| Népal                      | 41                         | Forces armées russes                          | [ 330 ]                    |                            |
| Serbie                     | 3                          | Société militaire privée                      | ,                          |                            |
| Ossétie du Sud-Alanie      | 47                         | Forces armées russes                          | [ 327 ]                    |                            |
| Syrie                      | 9                          | Société militaire privée                      | ,                          |                            |
| Tadjikistan                | 60                         | Forces armées russes Société militaire privée | ,                          |                            |
| Tanzanie                   | 1                          | Société militaire privée                      | [ 335 ]                    |                            |
| Turkménistan               | 1                          | Société militaire privée                      | [ 316 ]                    |                            |
| Ukraine                    | 27                         | Société militaire privée                      | [ 316 ]                    |                            |
| Ouzbékistan                | 61                         | Forces armées russes Société militaire privée | ,                          |                            |
| Zambie                     | 1                          | Société militaire privée                      | [ 335 ]                    |                            |
| Forces de la RPD (18)      |                            |                                               |                            |                            |
| Abkhazie                   | 12                         | Bataillon Pyatnashka                          | [ 336 ]                    |                            |
| Bélarus                    | 1                          | Bataillon Pyatnashka                          | [ 239 ]                    |                            |
| Colombie                   | 1                          | Bataillon Pyatnashka                          | [ 237 ]                    |                            |
| Italie                     | 1                          | Bataillon Pyatnashka                          | ,                          |                            |
| Ossétie du Sud-Alanie      | 4                          | Bataillon Pyatnashka                          | ,                          |                            |
| États-Unis                 | 1                          | Bataillon Vostok                              | [ 342 ]                    |                            |
| Forces de la RPL (4)       |                            |                                               |                            |                            |
| Italie                     | 1                          | Bataillon Fantôme                             | [ 343 ]                    |                            |
| Finlande                   | 1                          | Bataillon Fantôme                             | [ 344 ]                    |                            |
| Serbie                     | 1                          | Bataillon Fantôme                             | ,                          |                            |
| Slovaquie                  | 1                          | Bataillon Fantôme                             | [ 347 ]                    |                            |

| Pays                            | Capturés                        | Allégeance                                       | Statut                          | Ref.                            |                                 |
| Forces armées ukrainiennes (16) | Forces armées ukrainiennes (16) | Forces armées ukrainiennes (16)                  | Forces armées ukrainiennes (16) | Forces armées ukrainiennes (16) | Forces armées ukrainiennes (16) |
| ------------------------------- | ------------------------------- | ------------------------------------------------ | ------------------------------- | ------------------------------- | ------------------------------- |
| Bélarus                         | 2                               | Régiment Kastous-Kalinowski                      | Prisonniers                     | [ 348 ]                         |                                 |
| Croatie                         | 1                               | Légion internationale                            | Libéré                          | ,                               |                                 |
| Géorgie                         | 3                               | Légion internationale                            | Prisonniers                     | [ 351 ]                         |                                 |
| Israël                          | 1                               | Légion internationale                            | Libéré                          | ,                               |                                 |
| Maroc                           | 1                               | Légion internationale                            | Libéré                          | ,                               |                                 |
| Serbie                          | 1                               | Régiment Azov                                    | Prisonnier                      | [ 355 ]                         |                                 |
| Suède                           | 1                               | Légion internationale                            | Libéré                          | ,                               |                                 |
| Royaume-Uni                     | 4                               | Forces armées de l'Ukraine Légion internationale | Libérés                         | ,                               |                                 |
| Etats-Unis                      | 2                               | Légion internationale                            | Libérés                         | [ 350 ]                         |                                 |

| Pays                     | Capturés                 | Allégeance               | Statut                   | Ref.                     |                          |
| Forces armées russes (8) | Forces armées russes (8) | Forces armées russes (8) | Forces armées russes (8) | Forces armées russes (8) | Forces armées russes (8) |
| ------------------------ | ------------------------ | ------------------------ | ------------------------ | ------------------------ | ------------------------ |
| Népal                    | 5                        | Forces armées russes     | Prisonniers              | [ 330 ]                  |                          |
| Somalie                  | 1                        | Forces armées russes     | Prisonnier               | [ 359 ]                  |                          |
| Ouzbékistan              | 2                        | Société militaire privée | Prisonniers              | [ 360 ]                  |                          |

Deux Britanniques, un Colombien, un Péruvien et un combattant étranger espagnol combattants pour l'armée ukrainienne sont portés disparus. 20 Kirghizes combattants pour l'armée russes sont portés disparus. Selon un Cubain (combattant côté russe), un certain nombre de mercenaires Cubains auraient été tués ou portés disparus pendant le conflit, tandis que des sources russes présentent le passeport d'un mercenaire américain tué ou capturé, bien que cela n'est pas confirmé.

### Identification et rapatriement
Serhiy Kyslytsya, l'ambassadeur d'Ukraine auprès des Nations unies, annonce le 27 février 2022 que le pays a contacté le Comité international de la Croix-Rouge pour obtenir de l'aide dans l'effort de rapatriement des corps des soldats russes tués. Craignant que la Russie ne signale le nombre ou les pertes de soldats en Ukraine, le ministère ukrainien de l'Intérieur commence à lancer des appels le même jour pour que les proches des soldats russes aident à identifier les soldats blessés, capturés ou tués. L'initiative, appelée Ichtchi Svoïkh (russe : Ищи Своих), semble viser en partie à saper le moral et le soutien à la guerre en Russie et est rapidement bloquée par le régulateur des médias du gouvernement russe le jour où l'initiative débuta à la demande du bureau du procureur général de Russie,.
Lors de la retraite des forces russes du nord de l'Ukraine, l'identification des civils morts n'ayant pas été signalés en raison de problèmes de communication et de combats constants commencent à être répertoriée. La documentation et l'identification des corps débutent avec l'exhumation de nombreuses tombes creusées à la hâte et des décombres sont déblayés pour photographier, identifier et dénombrer les victimes. Dans certains endroits, les villageois répertoriaient eux-mêmes les pertes, comme à Yahidne, un village au nord de Kiev, en utilisant un mur du sous-sol d'une école pour écrire les noms des défunts lorsque la ville était occupée par les Russes.
Les autorités ukrainiennes utilisent la technologie de reconnaissance faciale qui leur a été fournie par Clearview AI le 12 mars 2022 pour aider à identifier le défunt, ainsi qu'à l'utiliser potentiellement pour découvrir des espions russes, contrôler les personnes aux points de contrôle et éventuellement lutter contre la désinformation. Le directeur général de Clearview affirme que la technologie pourra être plus affective que la correspondance des empreintes digitales ou d'autres aspects identifiables de l'individu, bien qu'une étude du département américain de l'énergie souligne le problème de la décomposition du corps réduisant l'efficacité,. Les autorités de Kiev ont également contacté la Commission internationale pour les personnes disparues, organisation qui traite de la question des personnes portées disparues créée après les conflits des Balkans dans les années 1990 et le massacre de Srebrenica en 1995, et identifie les individus en collectant des échantillons d'ADN des personnes décédées et des familles pour les comparer. L'organisation documente également l'emplacement du corps et la façon dont l'individu est décédé.
Fin mai 2022, les autorités ukrainiennes ont entreposé au moins 137 corps de soldats russes recueillis près de Kiev, ainsi que 62 autres dans la région de Kharkiv. Début juin, les corps de 374 soldats russes ont été échangés contre les corps de 365 militaires ukrainiens dans le cadre d'un transfert entre l'Ukraine et la Russie,,,.

### Amputations
Le 2 août 2023, une enquête du Wall Street Journal révèle le nombre d'Ukrainiens amputés à cause de la guerre : celui-ci est compris entre 20 000 à 50 000, militaires et civils. En comparaison, pendant la Première Guerre mondiale, 41 000 Britanniques et 67 000 Allemands ont subi une amputation
.

### Décès notables

#### Armée ukrainienne

##### 2022
- Le 24 février, Vitali Skakoune, un ingénieur de combat mort lors de l'offensive de Kherson, se serait sacrifié pour assurer la destruction d'un pont afin de ralentir l'avancée de l'armée russe[378].
- Le 25 février, le pilote de chasse, le colonel Oleksandr Oksantchenko, est mort lors de la bataille de Kiev[379].
- Le 25 février, la militante et soldate de Svoboda Iryna Tsvila est tuée à Kiev, avec son mari soldat[380]
- Le 4 mars, le tireur d'élite Valeriy Tchybineyev est tué lors de la bataille de l'aéroport de Hostomel[381].
- Le 6 mars, l'acteur et membre des Forces de défense territoriales, Pavlo Lee, est tué lors de l'offensive de Kiev[382].
- Le 7 mars, Oleksandr Martchenko, ancien membre du Parlement ukrainien et membre des Forces de défense territoriales, est tué dans une bataille près de Kiev[383].
- Le 10 mars, Yevhen Deidei (en), ancien membre du Parlement ukrainien et chef adjoint de la police de patrouille spéciale Kyiv-1, est tué pendant la bataille de Kiev dans des circonstances inconnues[384],[385].
- Le 14 mars, Mykola Kravchenko (en), personnalité publique et politique et fondateur du bataillon Azov, est tué au combat à Kiev[386],[387].
- Le 25 mars, le lieutenant Maksym Kagal est tué lors de la bataille de Marioupol. Il était kickboxeur et champion du monde dans l'équipe nationale d'Ukraine en 2014 ; décoré à titre posthume Héros d'Ukraine[388],[389].
- Le 31 mars, Oleksi Tsibko, ancien joueur et dirigeant de rugby à XV ayant pris les armes, est tué lors de la bataille de Boutcha[390].
- Le 1er avril, le poète ukrainien Yuriy Ruf (en) est tué alors qu'il combat les forces russes dans l'oblast de Louhansk[391].
- Le 7 mai, le colonel Ihor Bedzai (uk), commandant de la 10e brigade d'aéronavale et commandant adjoint de la marine ukrainienne, est tué par un missile d'un avion de chasse russe alors qu'il effectuait une mission de combat[392],[393].
- Le 9 juin, le militant et soldat de l'Euromaïdan Roman Ratushnyi (en) meurt lors d'une bataille près d'Izioum. À l'âge de 15 ans, il a participé aux manifestations qui ont conduit à une révolution en 2014 et à l'éviction du président ukrainien à tendance russe Viktor Ianoukovitch. Il faisait partie de la première vague d'étudiants battus par la police anti-émeute le premier jour du soulèvement[394].
- Le 12 juin, le journaliste militaire et soldat Aleksey Chubashev (uk) meurt lors de l'offensive du Donbass. Chubashev était le chef d'une radio et d'une chaîne de télévision du ministère de la Défense ukrainien[395],[396].
- Le 19 juin, l'homme politique et militaire Oleh Koutsyne est tué au cours d'une bataille à Izioum. Kutsyn était le chef de la « Légion de la liberté » du parti Svoboda ainsi que le commandant de la compagnie « Karpatska Sich » de la 93e brigade mécanisée des forces armées d'Ukraine[397],[398].
- Le 23 juillet, le colonel Vitaliy Gulyaev (uk), commandant de la 28e brigade mécanisée, est tué à Mykolaïv lors d'une frappe aérienne ennemie[399].
- Le 26 juillet, le major Oleksandr Kukurba (en), chef du renseignement au QG de la 299e brigade d'aviation tactique des forces armées ukrainiennes, est tué au combat[400],[401].
- Le 3 septembre, Vyacheslav Nalivaiko, soldat et directeur de l'entreprise militaire Ukrainian Armor (en) est tué près de Mykolaïv[402].
- Le 12 septembre, Oleksandr Shapoval (en), danseur de ballet et chorégraphe à l'Opéra national d'Ukraine, est tué dans une bataille près de Donetsk[403].
- Le 19 septembre, le major Andriy Nikolaychuk, commandant adjoint de la 93e brigade mécanisée, est tué à Kharkiv[404].
- Le 27 septembre, Ablyatif Rustem (uk), politologue, historien et personnage public tatar de Crimée, meurt en combattant les troupes russes[405].
- Le 28 septembre, le lieutenant-colonel Igor Bezoglyuk (uk), fondateur de la légion pour l'Ukraine (uk), est mort à Kharkiv après avoir heurté une mine avec son véhicule[406].
- Le 28 décembre, Volodomyr Yezhov (uk), développeur de la série de jeux vidéo STALKER: Clear Sky, est tué à Bakhmout[407].

#### Civils et journalistes ukrainiens

##### 2022
- Le 7 mars, le maire d'Hostomel, Iouriy Prylypko, est tué par les forces russes[408].
- Le 17 mars, le danseur de ballet ukrainien Artem Datsychyne décède des suites de blessures subies le 26 février lors d'un bombardement russe à Kiev[409].
- Le 17 mars, Yevhen Obedinsky, membre de l'équipe olympique ukrainienne de water-polo, meurt lors du siège de Marioupol[410].
- Le 18 mars, l'actrice ukrainienne Oksana Chvets décède lors d'un bombardement d'un immeuble résidentiel à Kiev[411].
- Le 18 mars, Borys Romantchenko, survivant des camps de concentration nazis, est tué lors d'un bombardement à Kharkiv[412].
- Le 23 mars, le maire de Motyjyn, Olha Soukhenko, est tué par les forces russes[413].
- Le 2 avril, le bureau du procureur général annonce la mort du photographe ukrainien Max Levin à la suite de tirs d'armes légères russes. Il était porté disparu depuis le 13 mars[414].
- Le 28 avril, Vira Hyrytch, une journaliste ukrainienne, est tuée par des bombardements russes[415].
- Le 29 avril, le conseil municipal de Marioupol annonce qu'Alina Peregudova, 14 ans, médaillée d'or du championnat national d'Ukraine d'haltérophilie en 2021 (elle était en passe de représenter l'Ukraine aux prochains Jeux olympiques), est tuée dans un bombardement russe contre Marioupol. Sa mère perd également la vie dans l'attaque[416],[417].
- Le 30 avril, Lyoubov Pantchenko, une créatrice de mode, est morte de faim[418],[419].
- Le 31 juillet, Oleksiy Vadaturskyi (en), un homme d'affaires spécialisé dans la logistique agricole et céréalière et fondateur de Nibulon (en), la plus grande entreprise de logistique céréalière d'Ukraine, est tué dans le bombardement russe de Mykolaïv. Sa femme est également tuée dans l'attaque[420].
- Le 12 octobre, Yurii Kerpatenko (en), chef d'orchestre principal du théâtre musical et dramatique Mykola Koulich de Kherson, est tué par les forces russes à son domicile[421],[422].

##### 2023
- Le 18 janvier, plusieurs personnes sont tuées dans un accident d'hélicoptère, dont[423] :
  - Denys Monastyrsky, ministre de l'Intérieur
  - Yevhen Yenin (en), vice-ministre de l'intérieur
  - Yurii Lubkovych (en), secrétaire d'État de l'intérieur
- Le 27 juin :
  - Victoria Amelina, écrivaine et chercheuse sur les crimes de guerre meurt de ses blessures après une attaque de missiles sur Kramatorsk, dans l’oblast de Donetsk[424].

#### Civils et journalistes étrangers

##### 2022
- Le 13 mars, le journaliste américain Brent Renaud est tué par les forces russes[381].
- Le 2 avril, le documentariste lituanien Mantas Kvedaravičius est tué alors qu'il fuyait le siège de Marioupol[425].
- Le 9 mai, le journaliste français d'origine bosnienne et né à Sarajevo Arman Soldin, coordinateur vidéo de l’Agence France-Presse en Ukraine, est tué lors d’une attaque de roquettes russes dans l’est de l’Ukraine, près de la ville assiégée de Bakhmout.
- Le 30 mai, le journaliste reporter français de la chaîne BFM TV, Frédéric Leclerc-Imhoff, est tué par un éclat d'obus sur la route de Lyssytchansk dans la région de Sievierodonetsk, alors qu'il accompagnait un convoi humanitaire[426].
- Le 15 novembre, les civils polonais Bogusław Wos et Bogdan Ciupek décèdent sur le territoire de l'OTAN lors de l'explosion d'un missile à Przewodów en Pologne[126].

#### Armée russe et forces séparatistes

##### 2022

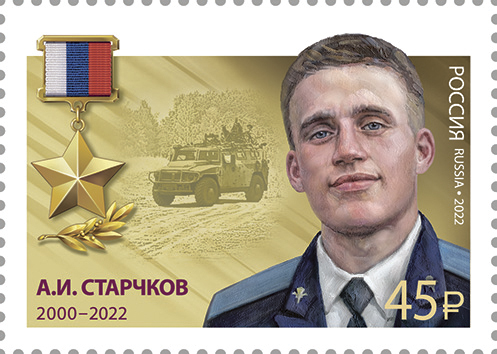
Timbre-poste russe honorant un soldat tué en Ukraine qui a reçu le titre de héros de la Fédération de Russie.

- Le 4 mars, le major général Andreï Soukhovetski, commandant adjoint de la 41e armée combinée, est tué au combat[427].
- Le 5 mars, le colonel Vladimir Joga, commandant du bataillon Sparta, est tué à Volnovakha[428].
- Le 13 mars, le colonel Sergueï Soukharev (ru), commandant du 331e régiment aéroporté de la Garde[429], est tué au combat.
- Le 15 mars, le général de division Oleg Mitiaïev, commandant de la 150e division de fusiliers, est tué au combat par le bataillon Azov[430].
- Le 19 mars, le capitaine de 1er rang Andreï Pali, commandant adjoint de la flotte russe de la mer Noire, est tué au combat à Marioupol[431],[432].
- Le 25 mars, le lieutenant général Iakov Rezantsev, commandant de la 49e armée combinée, aurait été tué à la suite d'une frappe ukrainienne contre le poste de commandement de la 49e armée russe dans le sud de l'Ukraine[433].
- Le 15 avril, des responsables ukrainiens affirment que le capitaine de 1er rang Anton Kuprin, le capitaine du Moskva, est tué par deux missiles ukrainiens au large d'Odessa[434].
- Le 16 avril, des responsables russes déclarent que le commandant adjoint de la 8e armée de la Garde, le général de division Vladimir Petrovich Frolov, a été tué au combat en Ukraine, sans apporter d'autre détail[435].
- Le 30 avril, le général de division Andreï Simonov, chef des troupes de lutte électronique des forces armées russes, est tué par les forces ukrainiennes près d'Izioum[436].
- Le 22 mai, le général de division Kanamat Botachev est tué dans la région de Louhansk lorsque son Su-25 est abattu par un missile FIM-92 Stinger[437].
- Le 5 juin, le major-général Roman Koutouzov, commandant du 1er corps d'armée de la république populaire de Donetsk, est tué dans le raïon de Sievierodonetsk, dans l'oblast de Louhansk[438].
- Le 9 juillet, le colonel Alexeï Gorobets, commandant de la 20e division de fusiliers motorisée de la Garde, est tué par une attaque HIMARS dans l'oblast de Kherson[439].
- Le 29 juillet, le colonel Olga Kachura (en) est tué par un tir de missile à Horlivka[440].

#### Civils ukrainiens pro-russes

##### 2022
- Le 2 mars, Volodymyr Strouk, le maire de Kreminna et ancien membre du Parlement ukrainien est retrouvé abattu après avoir été enlevé[441].
- Le 27 mars, Oleksandr Rjavski, un ancien membre du Parlement ukrainien, est tué lors d'un bombardement[442].
- Le 9 mai, Davyd Jvania, ancien membre du Parlement ukrainien et ministre des Situations d'urgence d'Ukraine, est tué par les forces russes[443].
- Le 28 août, Oleksiy Kovalyov (en), membre du Parlement ukrainien, est abattu lors d'une attaque à son domicile[444].
- Le 16 septembre, Sergueï Gorenko (en), procureur général de la république populaire de Louhansk, est tué dans l'explosion d'un engin explosif improvisé à Louhansk[445].
- Le 25 septembre, Oleksiy Zhuravko (en), ancien membre du Parlement ukrainien, meurt lors d'une frappe aérienne ukrainienne à Kherson lors de la contre-offensive ukrainienne d'été[446].
- Le 9 novembre, Kirill Stremooussov, chef adjoint de l'administration russe à Kherson et personnalité pro-russe des médias sociaux, décède dans un accident de voiture[447].

### Prisonniers de guerre

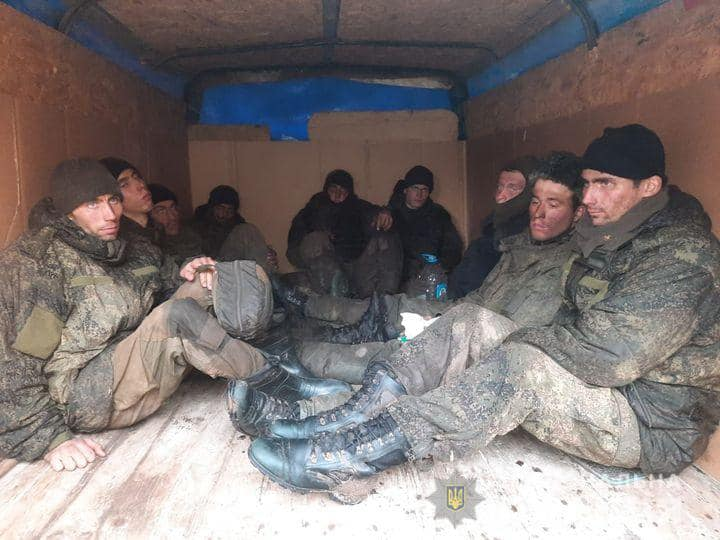
Soldats russes capturés lors de la bataille de Soumy.

La Russie affirme avoir capturé 572 soldats ukrainiens au 2 mars 2022, tandis que l'Ukraine affirme que 562 soldats russes sont détenus comme prisonniers au 20 mars, dont 10 ont déjà été libérés lors d'échanges de prisonniers contre cinq soldats ukrainiens et le maire de Melitopol Ivan Fedorov,. Par la suite, le premier échange de prisonniers a lieu le 24 mars, lorsque 10 soldats russes et 10 ukrainiens, ainsi que 11 marins civils russes et 19 ukrainiens, font l'objet d'un échange,.
Le 8 mars, un journaliste de défense ukrainien du Kyiv Independent annonce que le gouvernement ukrainien s'efforce de faire en sorte que les prisonniers de guerre russes aident à relancer l'économie ukrainienne dans le plein respect du droit international. Selon l'ambassadrice d'Ukraine aux États-Unis, Oksana Markarova, un peloton de la 74e brigade de fusiliers motorisés de la Garde de l'oblast de Kemerovo s'est rendu à l'Ukraine, affirmant qu'ils « ne savaient pas qu'ils avaient rejoint l'Ukraine pour tuer des Ukrainiens ». L'Ukraine tient une série de conférences de presse avec environ une douzaine de prisonniers de guerre, où ils sont sommés de tenir des commentaires contre l'invasion, de prétendre avoir été manipulés et souhaité la fin du conflit russo-ukrainien. Alors que certains font part de leurs inquiétudes quant au fait que les conférences violent la Convention de Genève en raison d'une potentielle humiliation inutile, les journalistes américains ayant parlé aux prisonniers de guerre indépendamment de la conférence affirment qu'il n'y a aucune intervention des responsables ukrainiens, par coercition physique ou mentale. Amnesty International fait valoir que l'article 13 de la Troisième Convention de Genève interdit les vidéos de soldats capturés.
Le 11 mars, le ministère ukrainien de la Défense déclare que les forces armées russes tentent de contraindre les prisonniers de guerre ukrainiens à se battre pour la Russie en échange d'une amnistie. Le chef du siège de la coordination ukrainienne pour le traitement des prisonniers de guerre, Iryna Vereshchuk, fait part de ses inquiétudes quant au fait que la Russie s'avère réticente à divulguer quelconque informations aux autorités ukrainiennes sur l'emplacement des prisonniers de guerre ukrainiens. À compter du 16 mars, la Croix-Rouge internationale se voit dans l'interdiction par la Russie de rencontrer les prisonniers capturés.
Le 21 avril, la Russie affirme que 1 478 soldats ukrainiens ont été capturés au cours de la bataille de Marioupol. Le 20 mai, le ministère russe de la Défense affirme que 2 439 soldats ukrainiens ont été faits prisonniers au cours des cinq jours précédents à la suite de la reddition des derniers défenseurs de Marioupol, retranchés à l'intérieur de l'usine métallurgique Azovstal. Le 26 mai, Rodion Miroshnik, ambassadeur de la république populaire de Louhansk en Russie, affirme qu'environ 8 000 prisonniers de guerre ukrainiens sont détenus sur le territoire de la RPD et de la RPL.
Dans un rapport de The Independent du 9 juin, le journal cite un rapport des services de renseignement selon lequel plus de 5 600 soldats ukrainiens ont été capturés, tandis que le nombre de militaires russes détenus comme prisonniers est tombé à 550, contre 900 en avril, à la suite de plusieurs échanges de prisonniers. En revanche, le journal Ukrayinska Pravda affirme que 1 000 soldats russes sont détenus comme prisonniers au 20 juin.
Selon l'Ukraine au 30 décembre 2022, 3 392 militaires ukrainiens sont détenus par la Russie comme prisonniers de guerre, tandis que 15 000 soldats et civils sont portés disparus. Selon l'ICMP, 15 000 personnes sont portées disparues depuis le début de l'invasion russe. Le 31 décembre, 140 militaires ukrainiens sont libérés lors d'un échange de prisonniers, portant le nombre de prisonniers libérés à 1 464 militaires et 132 civils.
À la mi-novembre 2023, 4 337 Ukrainiens sont toujours détenus par la Russie, dont 3 574 soldats et 763 civils, alors qu’à ce stade, 2 598 Ukrainiens ont été libérés. Au 9 février 2024, le nombre de prisonniers libérés par la Russie s'élève à 3 135. Au moins 800 soldats russes ont été libérés fin février 2023.
Une étude sur les prisonniers de guerre russes capturés par l'Ukraine révèle que 55 % des soldats étaient motivés à se battre pour « améliorer leurs moyens de subsistance », tandis que 36 % l'étaient pour des raisons idéologiques.

#### Échanges
| Date              | Prisonniers russes    | Prisonniers ukrainiens | Références |
| ----------------- | --------------------- | ---------------------- | ---------- |
| 1er mars 2022     | 1 soldat              | 5 soldats              | [ 472 ]    |
| 16 mars 2022      | 9 soldats             | 1 civil                | [ 451 ]    |
| 24 mars 2022      | 10 soldats, 11 civils | 10 soldats, 19 civils  | [ 473 ]    |
| 1er avril 2022    | Inconnu               | 86 soldats             | [ 474 ]    |
| 9 avril 2022      | ? soldats, 18 civils  | 12 soldats, 14 civils  | [ 475 ]    |
| 14 avril 2022     | Inconnu               | 22 soldats, 8 civils   | [ 476 ]    |
| 15 avril 2022     | 4 soldats             | 5 soldats              | [ 477 ]    |
| 19 avril 2022     | Inconnu               | 60 soldats, 16 civils  | [ 478 ]    |
| 21 avril 2022     | Inconnu               | 10 soldats, 9 civils   | [ 479 ]    |
| 28 avril 2022     | Inconnu               | 33 soldats, 12 civils  | [ 480 ]    |
| 30 avril 2022     | Inconnu               | 7 soldats, 7 civils    | [ 481 ]    |
| 6 mai 2022        | ? soldats, 11 civils  | 28 soldats, 13 civils  | ,          |
| 10 juin 2022      | 4 soldats             | 4 soldats, 1 civil     | [ 484 ]    |
| 18 juin 2022      | 5 ?                   | 5 civils               | [ 485 ]    |
| 28 juin 2022      | 15 ?                  | 16 soldats, 1 civil    | [ 486 ]    |
| 29 juin 2022      | 144 soldats           | 144 soldats            | [ 487 ]    |
| 2 septembre 2022  | Inconnu               | 14 soldats             | [ 488 ]    |
| 21 septembre 2022 | 55 soldats, 1 civil   | 214 soldats, 1 civil   | ,          |
| 30 septembre 2022 | Inconnu               | 4 soldats, 2 civils    | [ 490 ]    |
| 11 octobre 2022   | Inconnu               | 32 soldats             | [ 491 ]    |
| 13 octobre 2022   | 10 soldats            | 20 soldats             | ,          |
| 17 octobre 2022   | 30 soldats, 80 civils | 96 soldats, 12 civils  | [ 494 ]    |
| 26 octobre 2022   | Inconnu               | 10 soldats             | [ 495 ]    |
| 29 octobre 2022   | 50 soldats            | 50 soldats, 2 civils   | ,          |
| 3 novembre 2022   | 107 soldats           | 107 soldats            | [ 498 ]    |
| 10 novembre 2022  | 45 soldats            | 45 soldats             | ,          |
| 23 novembre 2022  | 35 soldats            | 35 soldats, 1 civil    | ,          |
| 24 novembre 2022  | 50 soldats            | 50 soldats             | [ 504 ]    |
| 26 novembre 2022  | 9 soldats             | 9 soldats, 3 civils    | ,          |
| 1er décembre 2022 | 50 soldats            | 50 soldats             | [ 507 ]    |
| 6 décembre 2022   | 60 soldats            | 60 soldats             | [ 508 ]    |
| 14 décembre 2022  | ? soldats             | 64 soldats, 1 civil    | [ 509 ]    |
| 31 décembre 2022  | 82 soldats            | 140 soldats            | [ 510 ]    |
| 8 janvier 2023    | 50 soldats            | 50 soldats             | [ 511 ]    |
| 4 février 2023    | 63 soldats            | 116 soldats            | [ 512 ]    |
| 16 février 2023   | 101 soldats           | 100 soldats, 1 civil   | [ 513 ]    |
| 7 mars 2023       | 90 soldats            | 130 soldats            | [ 514 ]    |
| 3 avril 2023      | Inconnu               | 10 soldats, 2 civils   | [ 515 ]    |
| 10 avril 2023     | 106 soldats           | 100 soldats            | ,          |
| 16 avril 2023     | Inconnu               | 130 soldats            | [ 518 ]    |
| 26 avril 2023     | Inconnu               | 42 soldats, 2 civils   | [ 519 ]    |
| 25 mai 2023       | Inconnu               | 106 soldats            | [ 520 ]    |
| 8 juin 2023       | Aucun                 | 11 soldats             | [ 521 ]    |
| 11 juin 2023      | 94 soldats            | 95 soldats             | [ 522 ]    |
| 6 juillet 2023    | 45 soldats            | 45 soldats, 2 civils   | [ 523 ]    |
| 7 août 2023       | Inconnu               | 22 soldats             | [ 524 ]    |
| 3 janvier 2024    | 248 soldats           | 224 soldats, 6 civils  | [ 525 ]    |
| 31 janvier 2024   | 195 soldats           | 207 soldats            | [ 526 ]    |
| 9 février 2024    | 100 soldats           | 100 soldats            | [ 469 ]    |